# Gavin Swankie
Gavin Swankie (Arbroath, 22 november 1983) is een Schotse voetballer (middenvelder) die sinds 2010 voor de Schotse vierdeklasser Arbroath FC uitkomt. Voordien speelde hij voor St. Johnstone FC en Dundee FC.